# Richard Canal
Pour les articles homonymes, voir Canal.
Richard Canal, né le 16 août 1953 à Tarascon-sur-Ariège, est un écrivain / scénariste français de science-fiction, de roman noir et de littérature générale.

## Biographie
Docteur de l'université Toulouse-III-Paul-Sabatier, Richard Canal devient maître de conférences en informatique. Passionné par l'Afrique et l'Asie, il y a vécu de nombreuses années. Il a enseigné l'intelligence artificielle, les systèmes multi-agents et les algorithmes génétiques, a dirigé des départements de mathématiques informatique, des projets dans l'enseignement supérieur pour la coopération française au Sénégal et au Cameroun, une antenne de l'AUF au Laos et des Instituts de la Francophonie au Vietnam et en Tunisie.
Insensible au phénomène de mode, Richard Canal est un ardent défenseur d'une science-fiction littéraire et stylisante. Il publie sa première nouvelle, intitulée Préméditation dans Extraordinaire magazine en 1982. Son premier écrit de science-fiction paraît dans la revue Fiction en avril 1983. Sa nouvelle C.H.O.I.X est couronnée au début de 1986 par un prix décerné annuellement par la revue québécoise Solaris, puis sa nouvelle Étoile (1988) reçoit le grand prix de l'Imaginaire 1989.
La Malédiction de l'éphémère (1986) est son premier roman. Il décroche coup sur coup le prix Rosny-Aîné  pour Ombres blanches en 1994 et pour Aube noire en 1995.
Il fait ses débuts dans le roman noir dès 1998 avec La Route de Mandalay. Son deuxième roman, Cyberdanse macabre (1999), met en scène l'astrophysicien Mark Sidzik, un scientifique réputé, doublé d'un fin limier. Gandhara (2018) révisé sous le titre Les aigles dorés de l'Hindou-Kouch (2024), est un thriller postmoderne rendant hommage au roman noir classique à la Chandler ou Hammett. La valse des McKinleys (2023), sélectionné pour Prix Polar International de Cognac 2024 et pour le prix Dora Suarez reçoit d'excellentes critiques

## Œuvre

### Romans

#### Science-fiction
- La Malédiction de l’Éphémère[7], La Découverte, 1986
- Les Ambulances du Rêve[8], Fleuve Noir, 1986
- La Légende Étoilés[9], Fleuve Noir, 1987
- Les Voix Grises du Monde Gris[10], Fleuve Noir, 1987
- Villes vertiges[11], L'Aurore, 1988
- Swap-Swap, J'ai Lu n° 2836, 1990
- La Guerre en ce Jardin, Fleuve Noir, 1991
- Ombres Blanches, J'ai Lu n° 3455, 1993
- Aube Noire, J'ai Lu n° 3669, 1994
- Le Cimetière des Papillons[12], J'ai Lu n° 3908, 1995
- La Malédiction de l’Éphémère (révisée)[13], J'ai Lu, 1996
- Les Paradis Piégés[14], J'ai Lu n° 4483, 1997
- Animamea (révisée de 2,3,4)[15], Imaginaires sans frontières, 2003
- Deloria[16],[17], Mnémos, 2006
- Upside Down[18], Mnémos, 2020
- Cristalhambra[19], Mnémos, 2023

#### Polar / Thriller / Fantastique
- La Route de Mandalay[20], L'Atalante, 1998
- Gandhara, Séma Editions (Belgique), 2018
- L'Équilibre du mal, Séma Editions (Belgique), 2019
- La Valse des Mckinleys[21], Caïman, 2023
- Les Aigles dorés de l'Hindou-Kouch[22], Caïman, 2024

#### Littérature générale
- Cyberdanse macabre[23], Flammarion, 1999 (Réédition France Loisirs, 2000)
- L'Ombre du Che[24], Flammarion, 2000
- Équinoxes[25], Evidence Editions, 2020

### Recueil de nouvelles
- Bunker Hill[26], Coll. Rivière blanche HS n°79 Black Coat Press, 2022

### Nouvelles
- Préméditation, Extraordinaire Magazine 3-4-5, 1982
- Auto-Régulation 1,  Archipel n°3, 1982
- Auto-Régulation 2,  Archipel n°4, 1982
- Contribution à l’étude des répercussions névrotiques de l’univers concentrationnaire sur l’individu  Rivages n°10, 1983
- Deux Silhouettes sur un Mur de Gaufrettes,  Fiction n°339, 1983
- Ne me quitte pas,  Espaces Libres n°13,  Juillet – Septembre, 1983
- Divertissement tragique, Edition Michel Ruf SF livre poche n°2 , 1983
- Radiation Blues,  Rock & Folk  200,  Septembre 1983
- Te souviens-tu de Rosa ?, Vopaliec n°54 bis, Septembre 1983
- Autorégulation, A&A n°86, Septembre 1983
- Le Cœur Fracassé, Fiction n°345, Novembre 1983
- Les Risques du métier, Fiction n°348, février 1984
- Un si Joli Puits, Fiction n°350, Avril 1984
- Le Passé comme une Corde autour de notre Cou, Fiction Spécial Francophonie n°355 Bis, août 1984
- Tentation, Français d’Afrique n°11, juillet 1985
- Ton Linceul sera de Sable, Proxima n° 8, 4ème trimestre 1985
- Délivrance, Catalogue Librairie Ailleurs n°9, octobre 1985
- Flèche d’Azur, La Vie du Rail n°2055, juillet 1986
- C.H.O.I.X.,  Solaris n°68, Juillet Août 1986
- Le Dernier Village, Espaces Imaginaires n°4,  4ème trimestre 1986
- Le Sentier de la Désolation, Imagine n°36, Octobre 1986
- Comme un gosse qui entend craquer le monde, 10 Ans d’Ailleurs, Novembre 1986
- Étoile, J’ai Lu, Univers, 1988
- C.H.O.I.X., Proxima n°4, 1988
- Les Risques du métier,  La frontière éclatée / Grande anthologie de la S.F./ Edition Le Livre de Poche, Novembre 1989
- Sur les Rives de la Mémoire, Phénix n°21, Avril 1990
- Mille Soleils, J’ai Lu, Univers, Juin 1990
- Hurlements, Atelier du Gué Brèves n°33-34, Juillet 1990
- Le Lac des cygnes, Phénix n°23, Août 1990
- Petit Paul, Petit Jean et mon Oncle, Phénix n°26, Février 1991
- Villedieu coécrit avec J.C. Dunyach, Solaris n°97, Mai-Juin 1991
- Crever les yeux de Dieu, Denoël Territoires de l’Inquiétude n°7,1993
- Vers l’Éternelle Grisaille, L’Encrier Renversé n°20, Printemps 1995
- Les Heureux Damnés, J’ai Lu Anthologie Genèses, 1996
- Les Grenats et les Anges,  Atelier du Gué Brèves n°52, Avril 1997
- HTTP://WWW.CS.Starsong, Galaxies Spécial, Mars 1998
- Dernier Embarquement pour Cythère, Fleuve Noir Anthologie Escales sur l’horizon, Avril 1998
- Retour au Paradis, Libération, Décembre 1998
- Le Souffleur de rêves coécrit avec Noé Gaillard, Fleuve Noir Anthologie Fantasy, Janvier 1999
- Potemkine, Solaris Numéro spécial international 127, 1999
- Les Aelhomin, coécrit avec Alexis Ulrich, Phénix n° Spécial 50, Mars 1999
- Souvenirs d’un SpiritKiller, Le Soir (Bruxelles), Mars 1999
- Gorée, Terres des Ecrivains Site Web, Août 1999
- Moi, le maudit, Orion Editions Anthologie Privés de Futur, Février 2000
- L’Homme lourd, Festival de Montmorillon 2000, Juin 2000
- Ton linceul sera de sable, Fleuve Noir Anthologie Royaumes, Juin 2000
- Le Souffleur de rêves coécrit avec Noé Gaillard, Naturellement Anthologie Forces Obscures, Octobre 2000
- Souvenirs d'un spirit killer, Nouvelle Donne n° 22, Octobre 2000
- Délire psycho, Phénix n°66, Janvier 2002
- Mille soleils, Naturellement  Anthologie Les enfants du Mirage/Les chefs-d’œuvre de la SF française 1980-1990, Mai 2002
- Les Enfants du Chaos, Mnemos Anthologie Icares 2004, Novembre 2003
- Ukiyo-e, Revue Imagine, Décembre 2004
- Le Secret de Mme Hargreaves, Mnémos Anthologie Alice, Janvier 2005
- L'Enfant du futur, Anthologie Elric, Fleuve Noir, 2007
- Les clones rêvent-ils de Dolly ?, Anthologie P.K.Dick, Ed. Rivière blanche, 2008
- Anastasia, Revue Bifrost, Avril 2009
- The Child of the future, Michael Moorcock's Legends of the Multiverse, Black coat Ed. 2017
- Le Chœur malade, coécrit avec Noé Gaillard, Galaxies-SF, n° 62 Décembre 2019
- Le Projet Thermopyles, Anthologie Utopiales 2021 (repris en numérique dans Le Club de la Nouvelle - ActuSF, Avril 2022)
- Miss Washington, Afrofuturisme(s) Anthologie Imaginales, Juin 2022
- Aux forêts de Céziandre, avec O. Berenval, Les Galaxiales intégrale Ed. Le Bélial, Novembre 2022
- Les lucioles, L'encrier renversé n°94, Novembre 2023

## Récompenses
- Prix Solaris 1986 pour C.H.O.I.X.
- Grand prix de l'Imaginaire 1989 pour La nouvelle "Étoile"
- Prix Rosny-Aîné 1994 pour "Ombres blanches" et 1995 pour "Aube noire"

### Sources
: document utilisé comme source pour la rédaction de cet article.
- Claude Mesplède (dir.), Dictionnaire des littératures policières, vol. 1 : A - I, Nantes, Joseph K, coll. « Temps noir », 2007, 1054 p. (ISBN 978-2-910-68644-4, OCLC 315873251), p. 353
- Le cyberpunk à la française